# CLDN8
CLDN8‏ (Claudin 8) هوَ بروتين يُشَفر بواسطة جين CLDN8 في الإنسان.